# Hassan Sadpara
Hassan Sadpara, nato Hasan Assad (in urdu حسن اسد‎?; Sadpara Village, 3 aprile 1963 – Rawalpindi, 21 novembre 2016), è stato un alpinista pakistano, originario della regione di Gilgit-Baltistan, un ente autonomo settentrionale del Pakistan.
È scomparso nel 2016 all'età di 53 anni a seguito di un tumore ematico.